# Plagiomima incognita
Plagiomima incognita är en tvåvingeart som först beskrevs av Wulp 1890.  Plagiomima incognita ingår i släktet Plagiomima och familjen parasitflugor. Inga underarter finns listade i Catalogue of Life.